# Sarah Lamb
Sarah Lamb (Boston, 17 ottobre 1980) è una ballerina statunitense, prima ballerina con il Royal Ballet dal 2006.

## Biografia
Sarah Lamb è la seconda di tre figlie di Kathleen e John Lamb. 
Ha iniziato con il tip tap, poi con la danza moderna all'età di quattro anni e all'età di sei anni ha iniziato con il balletto alla Boston Ballet School. È stata scelta per interpretare il ruolo di Clara per l'esibizione del Boston Ballet per il 100º anniversario dello Schiaccianoci. Lamb è stata allieva di Madame Tatiana Legat, alla Boston Ballet School, dall'età di 13 anni fino all'anno successivo all'ingresso nella seconda compagnia del Boston Ballet.
Nel 1998 è stata insignita della medaglia d'oro dal presidente degli Stati Uniti Bill Clinton dopo essere stata nominata 'Presidential Scholar in the Arts'. Sotto la guida di Legat ha vinto tre medaglie d'argento nel 1999 all'International Ballet Competition di Nagoya,in Giappone, al Sesto NY IBC nel 2000 e all'USA IBC nel 2002.
È entrata a far parte del Corps de Ballet del Boston Ballet nel 1999, è stata promossa solista nel 2001 e prima ballerina nel 2003. Con il Boston Ballet ha ballato nel ruolo della protagonista nel Lago dei Cigni, Romeo e Giulietta, La fille mal gardée, La Bayadère, Onegin, nel ruolo delle fate ne Lo schiaccianoci e  La bella addormentata.
Entra a far parte del Royal Ballet nell'agosto 2004 come prima solista ed è stata promossa a prima ballerina nel 2006. Al Covent Garden ha danzato molti dei grandi ruoli femminili del repertorio, spesso insieme al primo ballerino Steven McRae. Nei suoi due decenni con la compagnia ha danzato, tra gli altri, nei ruoli di Giulietta in Romeo e Giulietta (MacMillan), Giselle in Giselle (Wright), la Fata Confetto ne Lo schiaccianoci (Wright), la silfide ne La Sylphide (Bournonville), la Fanciulla ne ll pomeriggio di un fauno (Robbins), Lise ne La fille mal gardée (Ashton), Aurora ne La bella addormentata (Petipa), Olga e Titania in Onegin (Cranko), Marie Larish e Maria Vetsera in Mayerling (MacMillan), Odette e Odile ne Il lago dei cigni (Dowell; Scarlett), Rubini in Jewels (Balanchine), Cenerentola nella Cenerentola (Ashton), Manon ne L'histoire de Manon (MacMillan), Kitri in Don Chisciotte (Petipa), Perdita ed Ermione in The Winter's Tale (Wheeldon), Nikiya ne La Bayadère (Makarova) e Beatrice in The Dante Project (McGregor).
Nel 2015 fa il suo debutto scaligero danzando come Manon accanto al Des Grieux di Claudio Coviello. Nel 2023 riceve il Premio come Danzatrice dell'anno in occasione del Premio Positano Léonide Massine.

## Premi
- 1998 medaglia d'oro 'Presidential Scholar in the Arts' ricevuta dal presidente degli Stati Uniti, Bill Clinton
- Tre medaglie d'argento nel 1999 all'International Ballet Competition di Nagoya, in Giappone, al Sesto NY IBC 2000 e all'USA IBC nel 2002

## Vita privata
Sarah Lamb ha sposato il collega ballerino Patrick Thornberry nel 2005, e abitano a Londra.